# Straßenhof (Obernzenn)
Straßenhof (fränkisch: Schdrasahof) ist ein Gemeindeteil des Marktes Obernzenn im Landkreis Neustadt an der Aisch-Bad Windsheim (Mittelfranken, Bayern). Straßenhof liegt in der Gemarkung Urphertshofen.

## Geografie
Der Weiler ist ringsum von Wald umgeben: Im Nordwesten Obernzenner Gemeindewald, im Südwesten Haidschlag, im Süden Altenschlag, im Osten Furtholz. Straßenhof liegt an der Staatsstraße 2245, die nach Oberdachstetten zu einer Anschlussstelle der Bundesstraße 13 (2,7 km südwestlich) bzw. nach Wippenau führt (3,5 km südöstlich).

## Geschichte
Straßenhof wurde 1755 von der Familie Seckendorff-Aberdar an der alten Handelsstraße von Nürnberg nach Rothenburg, der sog. „Hochstraße“, erbaut. 1770 wurde dieser an Johann Dößler verkauft. 1852 kaufte die Familie Seckendorff-Gutend den Straßenhof für 10.000 Gulden. Der Straßenhof diente als Herberge für Reisende.
Gegen Ende des 18. Jahrhunderts gab es in Straßenhof zwei Anwesen. Das Hochgericht übte das Rittergut Obernzenn aus. Grundherren waren das Rittergut Obernzenn-Gutend (1 Haus) und das Rittergut Obernzenn-Aberdar (1 Haus).
Im Rahmen des Gemeindeediktes wurde Straßenhof dem 1808 gebildeten Steuerdistrikt Urphertshofen und der 1810 gebildeten Ruralgemeinde Urphertshofen zugeordnet. Die freiwillige Gerichtsbarkeit hatte bis 1848 über das eine Anwesen das Patrimonialgericht Obernzenn-Aberdar und über das andere Anwesen das Patrimonialgericht Obernzenn-Gutend inne. Am 1. Januar 1974 wurde Urphertshofen im Zuge der Gebietsreform in Bayern nach Obernzenn eingemeindet.

### Ehemaliges Baudenkmal
- Gasthaus; eingeschossiger verputzter Massivbau des 18. Jahrhunderts von sechs zu drei Achsen mit einseitigem Krüppelwalm; über der Haustür Kartusche mit Seckendorffschem Wappen[12]

### Einwohnerentwicklung
| Jahr      | 001818 | 001840 | 001861 | 001871 | 001885 | 001900 | 001925 | 001950 | 001961 | 001970 | 001987 |
| Einwohner | 11     | 20     | 16     | 14     | 13     | 22     | 14     | 14     | 12     | 9      | 10     |
| Häuser    | 2      | 3      |        |        | 3      | 3      | 3      | 2      | 4      |        | 4      |
| Quelle    | [ 14 ] | [ 15 ] | [ 16 ] | [ 17 ] | [ 18 ] | [ 19 ] | [ 20 ] | [ 21 ] | [ 22 ] | [ 23 ] | [ 1 ]  |

## Religion
Die Einwohner evangelisch-lutherischer Konfession sind nach St. Gertrud (Obernzenn) gepfarrt, die Einwohner römisch-katholischer Konfession sind nach St. Dionysius (Virnsberg) gepfarrt.